# Cyclaspis
Cyclaspis är ett släkte av kräftdjur som beskrevs av Georg Ossian Sars 1865. Cyclaspis ingår i familjen Bodotriidae.

## Bildgalleri

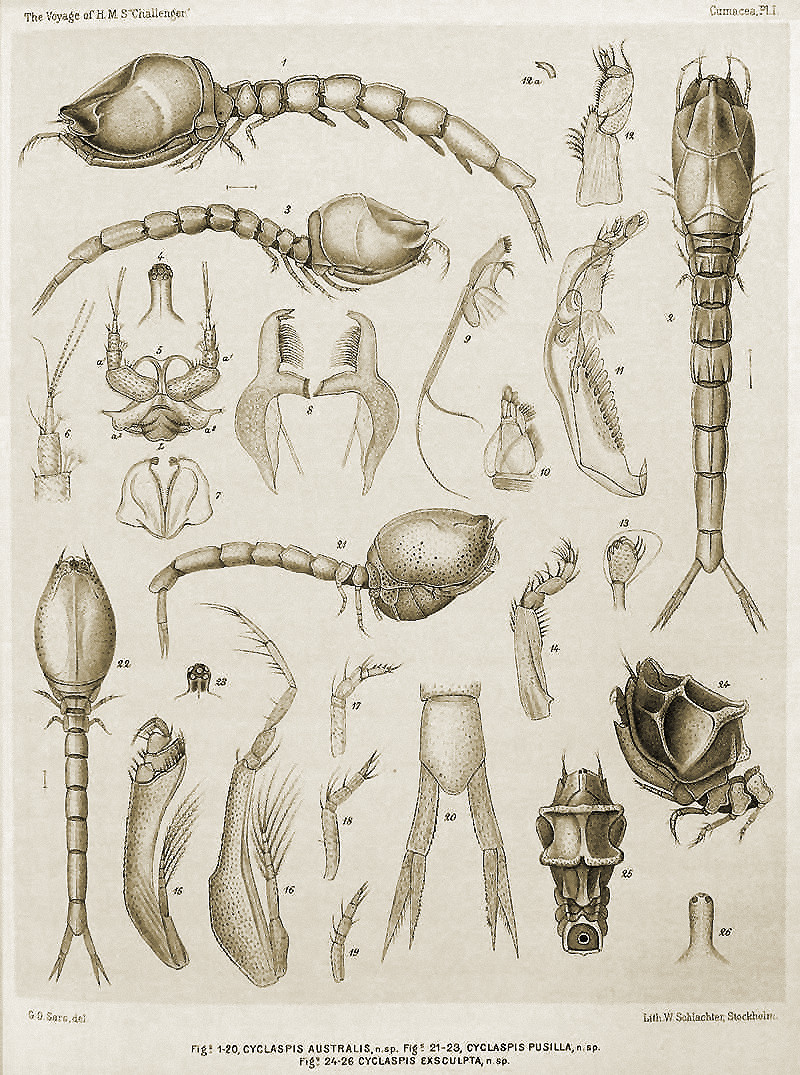
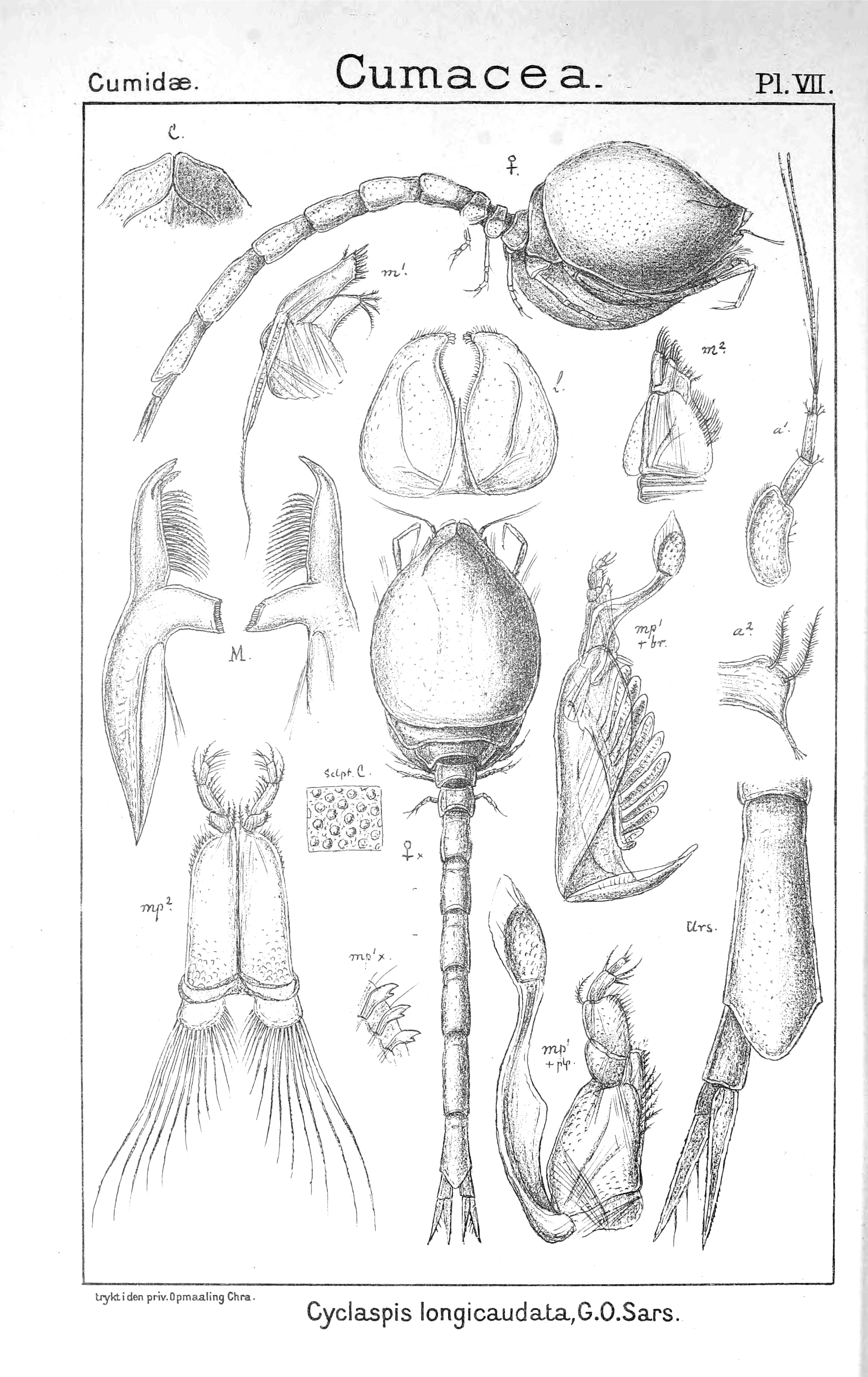
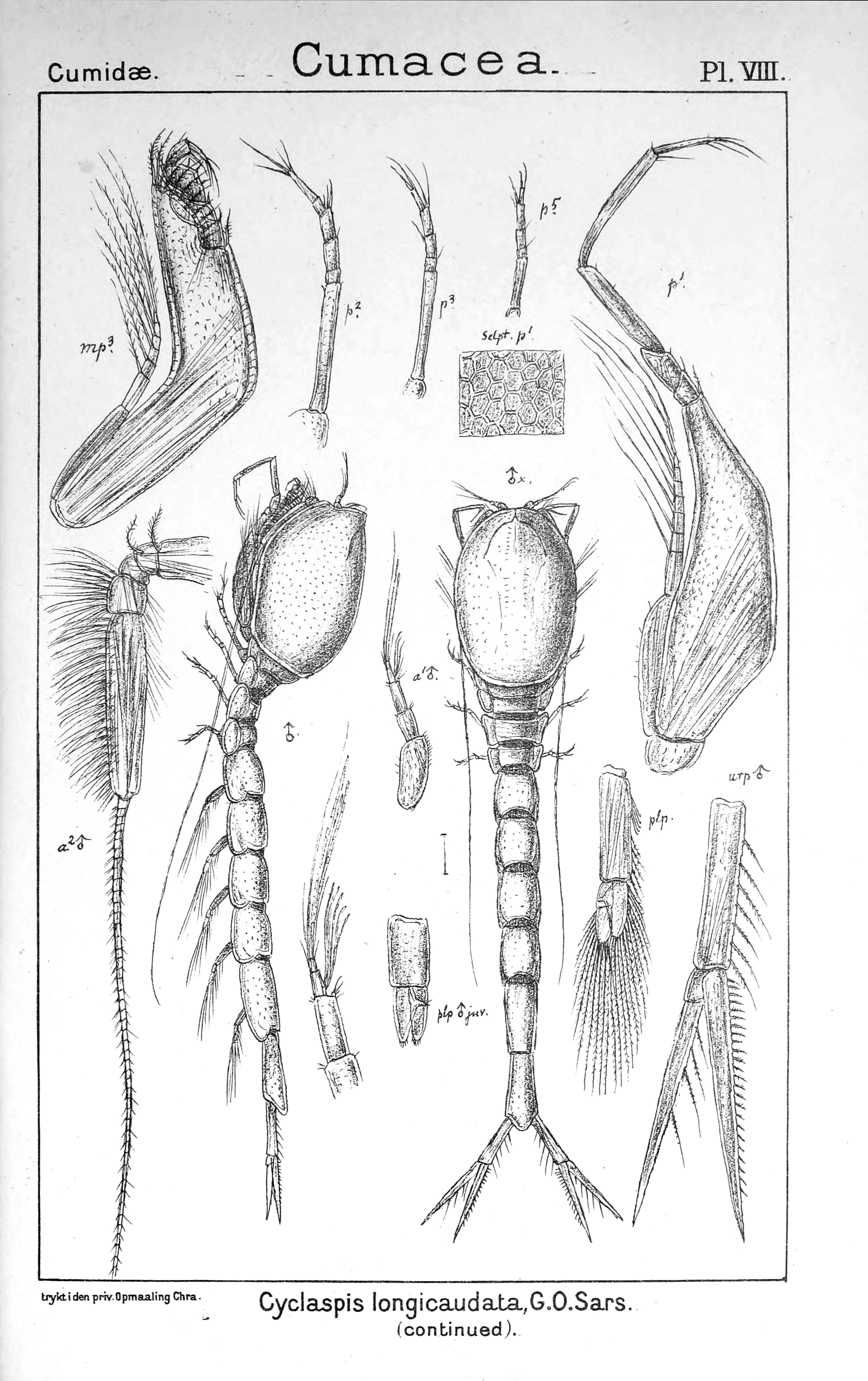

## Dottertaxa tillCyclaspis, i alfabetisk ordning[1][2]
- Cyclaspis affinis
- Cyclaspis agrenosculpta
- Cyclaspis alba
- Cyclaspis alveosculpta
- Cyclaspis amamiensis
- Cyclaspis andersoni
- Cyclaspis antipai
- Cyclaspis argus
- Cyclaspis aspera
- Cyclaspis australis
- Cyclaspis australora
- Cyclaspis bacescui
- Cyclaspis bengalensis
- Cyclaspis bicornis
- Cyclaspis bidens
- Cyclaspis bituberculata
- Cyclaspis bovis
- Cyclaspis brevipes
- Cyclaspis cana
- Cyclaspis candida
- Cyclaspis candidoides
- Cyclaspis caprella
- Cyclaspis chaunosculpta
- Cyclaspis cheveyi
- Cyclaspis cingulata
- Cyclaspis clarki
- Cyclaspis coelebs
- Cyclaspis concepcionensis
- Cyclaspis concinna
- Cyclaspis cooki
- Cyclaspis costata
- Cyclaspis cottoni
- Cyclaspis cretata
- Cyclaspis cristulata
- Cyclaspis daviei
- Cyclaspis dentifrons
- Cyclaspis dolera
- Cyclaspis elegans
- Cyclaspis exsculpta
- Cyclaspis formosae
- Cyclaspis fulgida
- Cyclaspis gezamuelleri
- Cyclaspis gibba
- Cyclaspis gigas
- Cyclaspis globosa
- Cyclaspis gracialis
- Cyclaspis granulosa
- Cyclaspis herdmani
- Cyclaspis hornelli
- Cyclaspis indoaustralica
- Cyclaspis iphinoides
- Cyclaspis jamaicensis
- Cyclaspis jonesi
- Cyclaspis juxta
- Cyclaspis kerguelenensis
- Cyclaspis levis
- Cyclaspis linguiloba
- Cyclaspis longicaudata
- Cyclaspis longipes
- Cyclaspis lucida
- Cyclaspis marisrubri
- Cyclaspis mawsonae
- Cyclaspis micans
- Cyclaspis mjoebergi
- Cyclaspis mollis
- Cyclaspis munda
- Cyclaspis nalbanti
- Cyclaspis nitida
- Cyclaspis nubila
- Cyclaspis ornosculpta
- Cyclaspis oxyura
- Cyclaspis perelegans
- Cyclaspis persculpta
- Cyclaspis peruana
- Cyclaspis picta
- Cyclaspis pinguis
- Cyclaspis platymerus
- Cyclaspis popescugorji
- Cyclaspis prolifica
- Cyclaspis pruinosa
- Cyclaspis pura
- Cyclaspis purpurascens
- Cyclaspis pusilla
- Cyclaspis pustulata
- Cyclaspis quadrituberculata
- Cyclaspis quadruplicata
- Cyclaspis reticulata
- Cyclaspis roccatagliatae
- Cyclaspis rudis
- Cyclaspis sabulosa
- Cyclaspis sallai
- Cyclaspis scissa
- Cyclaspis sculptilis
- Cyclaspis sheardi
- Cyclaspis sibogae
- Cyclaspis similis
- Cyclaspis simonae
- Cyclaspis simula
- Cyclaspis spectabilis
- Cyclaspis spilotes
- Cyclaspis stocki
- Cyclaspis striata
- Cyclaspis strigilis
- Cyclaspis strumosa
- Cyclaspis subgrandis
- Cyclaspis sublevis
- Cyclaspis supersculpta
- Cyclaspis tasmanica
- Cyclaspis testudinum
- Cyclaspis thomsoni
- Cyclaspis tranteri
- Cyclaspis tribulis
- Cyclaspis triplicata
- Cyclaspis unicornis
- Cyclaspis uniplicata
- Cyclaspis usitata
- Cyclaspis variabilis
- Cyclaspis varians